# Кенн, Иоганн Йозеф
Иога́нн Йо́зеф Кенн (нем. Johann Joseph Kenn, известен также как Жан-Жозе́ф Кенн (фр. Jean-Joseph Kenn); 21 сентября 1757, Цвайбрюккен — 1808, 1819 или 1840 год) — немецкий валторнист, музыкальный педагог и композитор, артист оркестра Парижской оперы, профессор Парижской консерватории.

## Биография
Иоганн Йозеф Кенн родился в семье портного Кристиана Кенна и его жены Анны Марии. По всей вероятности он занимался музыкой у Людвига Венцеля Лахнита и работал в придворной капелле Цвайбрюккена. В 1782 году он переехал в Париж и вскоре завоевал там репутацию одного из лучших валторнистов города. С 1783 Кенн играл вторую валторну в парижской «Grand Opéra». С 1795 по 1802 он преподавал в Парижской консерватории. Среди его учеников Иоганна Кенна был Луи Франсуа Допра. Точная дата смерти Иоганна Кенна неизвестна.

## Сочинения
- Дуэты для валторны и кларнета
- 25 дуэтов для двух валторн
- 36 трио для трёх валторн